# ويليام راسل هوبر
ويليام راسل هوبر (بالإنجليزية: William Russel Huber)‏ هو عسكري أمريكي، ولد في 16 يونيو 1903 في هاريسبرج في الولايات المتحدة، وتوفي في 25 يناير 1982 في كاليفورنيا في الولايات المتحدة.